# Damaeus camtschaticus
Damaeus camtschaticus är en kvalsterart som först beskrevs av Kulczynski 1926.  Damaeus camtschaticus ingår i släktet Damaeus och familjen Damaeidae. Inga underarter finns listade i Catalogue of Life.